# ツェンタル (ボスニア・ヘルツェゴビナ)
ツェンタル（ボスニア語: Centar、クロアチア語: Centar、セルビア語: Центар）は、ボスニア・ヘルツェゴビナの基礎自治体。ボスニア・ヘルツェゴビナを構成する2つの構成体のうちボスニア・ヘルツェゴビナ連邦の、サラエヴォ県にあり、サラエヴォを構成する4つの自治体のうちのひとつ。サラエヴォで最も古いスタリ・グラードと、より新しい区画であるノヴィ・グラード、ノヴォ・サラエヴォの間にある。

## 特徴
ツェンタル自治体は、ボスニア・ヘルツェゴビナの首都であるサラエヴォの行政、ビジネス、商業、文化、教育、医学の拠点である。各方面においてツェンタルはサラエヴォの中核をなしており、国家や市などの官公庁が集中している。
ツェンタル自治体には3,313ヘクタールの土地があり、そのうち17%近くが住居である。全面積のうち、それぞれほぼ半分に相当する1,600ヘクタールが私有、1,713ヘクタールが公有となっている。自治体では、5月2日を「ツェンタル自治体の日」として祝福する。これは、ボスニア・ヘルツェゴビナ紛争におけるセルビア人勢力による、ボスニア・ヘルツェゴビナ大統領評議会への攻撃から、勇敢に守り抜いた市民らを称えてのものである。ツェンタルはまた、サラエヴォオリンピックの会場となった多くの施設を有している。

## 歴史
サラエヴォ包囲によって、ツェンタル地域は壊滅的な被害を受けた。攻撃前の段階で、ツェンタルには79,000人の人口があり、そのうち多数派を占めるのはボシュニャク人であった。7000人の市民が紛争中の攻撃によって殺害され、また主要な戦闘がこの一帯で行われた。また、多くの強力な地雷が埋められていた。しかし、2003年12月、政府はツェンタル地域から全ての地雷を取り去ったことを宣言した。

## 人口動態

### 1971年
合計: 126,598人
- ムスリム人 - 74,354人（58.73%）
- セルビア人 - 27,658人（21.84%）
- クロアチア人 - 12,903人（10.19%）
- ユーゴスラビア人 - 5,944人（4.69%）
- その他 - 5,739人（4.55%）

### 1991年
合計: 79,286人
- ムスリム人 - 39,761人（50.14%）
- セルビア人 - 16,631人（20.97%）
- クロアチア人 - 5,428人（6.84%）
- ユーゴスラビア人 - 13,030人（16.43%）
- その他 - 4,436人（5.62%）

### 2002年
2002年に行われた政府による調査によると、ツェンタル自治体には80,000人の人口があり、うち82%はボシュニャク人、12%はセルビア人、4%はクロアチア人、2%はその他となっている。